# Thamnophilus palliatus
Thamnophilus palliatus е вид птица от семейство Thamnophilidae.

## Разпространение
Видът е разпространен в Боливия, Бразилия и Перу.